# San Sebastián (khu tự quản)
San Sebastián là một khu tự quản thuộc bang Aragua, Venezuela. Thủ phủ của khu tự quản San Sebastián đóng tại San Sebastián. Khự tự quản San Sebastián có diện tích 491 km2, dân số theo điều tra dân số ngày 21 tháng 10 năm 2001 là 19474 người.